# Facund i Primitiu de Sahagún
Facund i Primitiu (Lleó, segona meitat del segle iii - Sahagún, 300 o 304) foren dos cristians hispanoromans, morts com a màrtirs per la seva fe. Són venerats com a sants per l'Església catòlica.

## Hagiografia

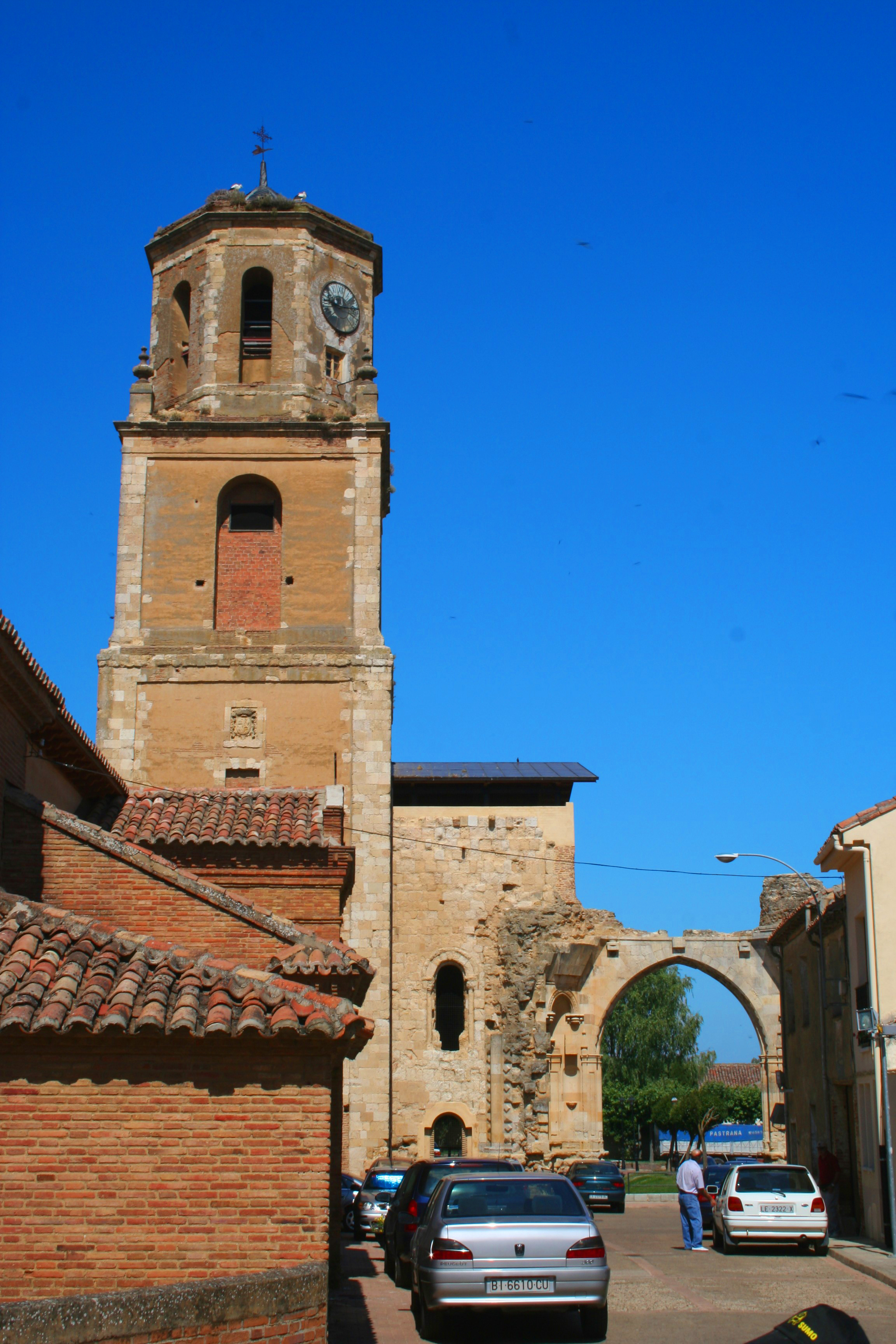
Torre de l'antic monestir de S. Benito de Sahagún.

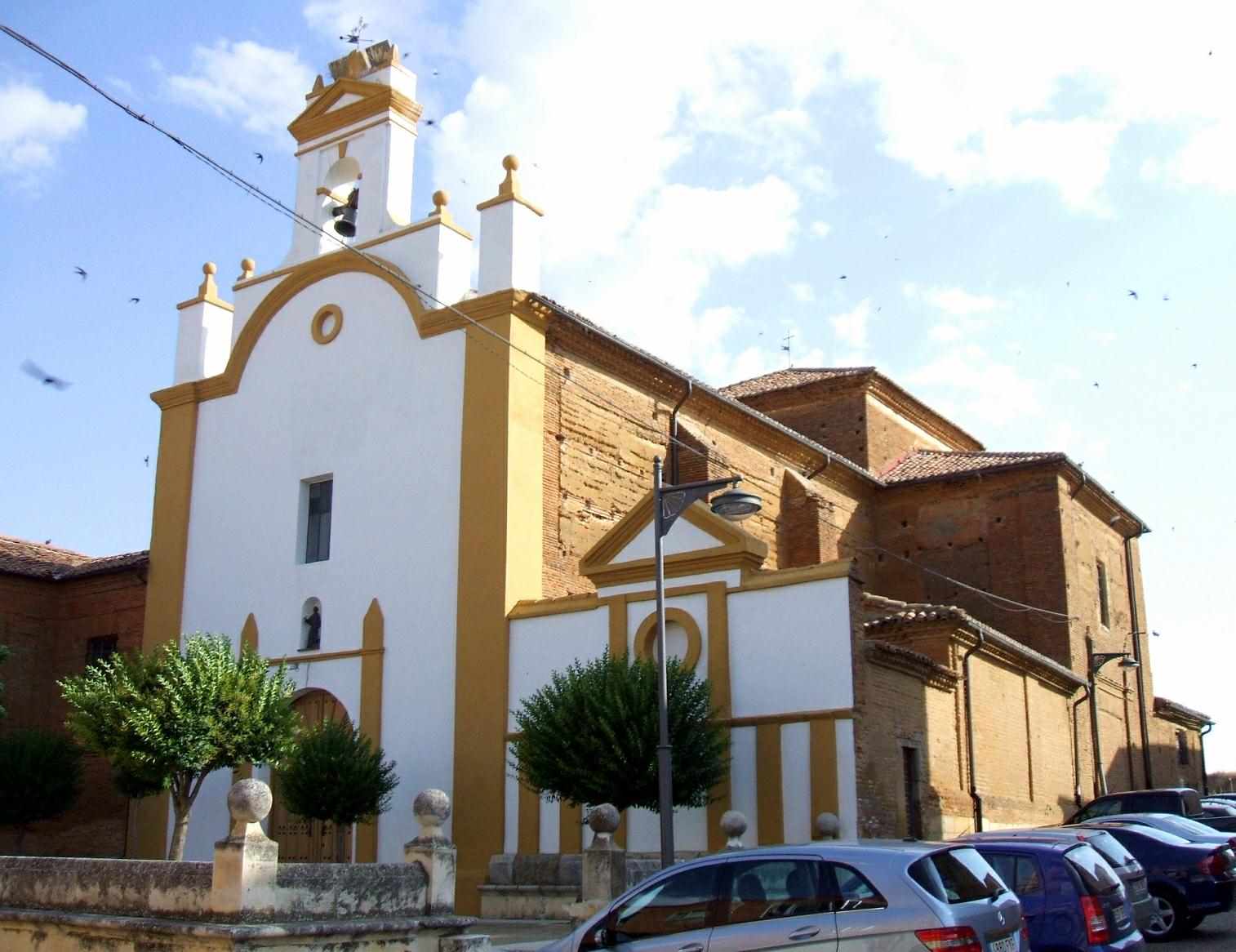
San Juan de Sahagún, lloc on avui hi ha les relíquies dels màrtirs.

Segons la tradició, Facund i Primitiu havien nascut a Lleó, on foren cristians i durant la persecució de Dioclecià, cap al 300, foren torturats i martiritzats. Foren decapitats a la ribera del riu Cea. La llegenda diu que de les seves ferides regalimà lac et sanguis ("llet i sang").
Una tradició sense fonament, els fa, com altres sants màrtirs de l'època, fills dels sant Marcel de Lleó i Nònia. Una altra tradició, també inversemblant, els fa soldats de l'exèrcit romà i fills de sant Marcel el Centurió.

## Veneració
L'actual ciutat de Sahagún va créixer al voltant d'un monestir benedictí, el de San Benito el Real, dedicat a Facund, d'on en deriva el nom (de "San Fagun"). En aquest monestir hi havia els cossos dels dos màrtirs; en 1835, en ésser desamortitzat, les relíquies passaren a la parròquia de San Juan del mateix poble, on són avui dia.